# 杨德才
杨德才（1965年11月—），安徽当涂人，现任南京大学商学院教授、博士生导师。
1988年，毕业于安徽师范大学历史系。1990年，进入南京大学历史系学习，攻读并获硕士、博士学位。1996年7月，南京大学博士毕业，留校工作至今。
2001年，加入中国致公党。2009年，当选致公党江苏省委副主委。
2018年1月，代表经济界当选第十三届全国政协委员。